# Norra Transtrandsfjällen
Norra Transtrandsfjällen är ett naturreservat i Malung-Sälens kommun i Dalarnas län.
Området är naturskyddat sedan 2009 och är 8 931 hektar stort. Reservatet består av flera fjälltoppar - Stor-Närfjället, Synddalskläppen, Östra Granfjället och Öjskogsfjället. Själva topparna består av kalfjäll, men även de skogklädda branterna ingår i reservatet. 